# Diretório Monárquico do Brasil

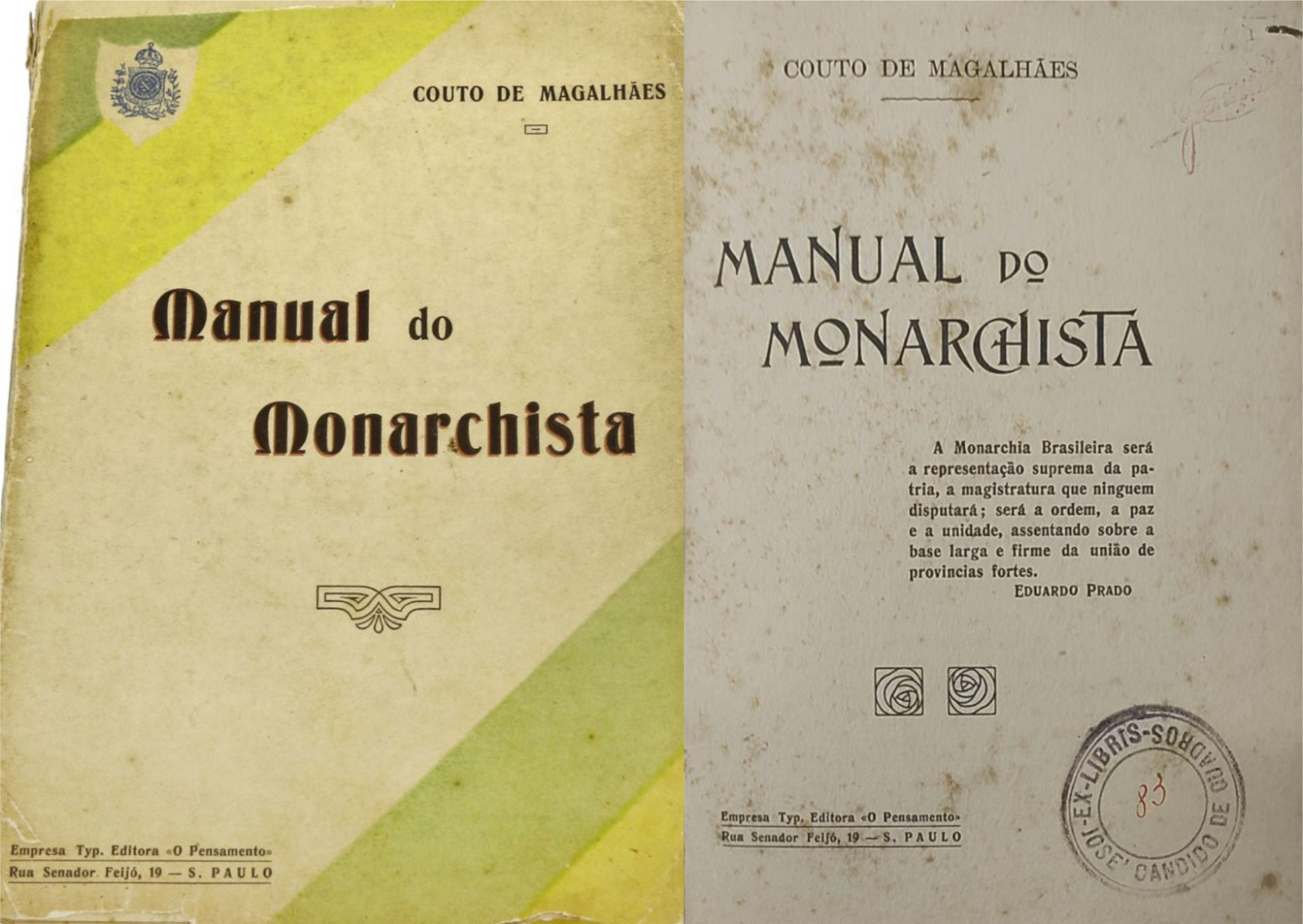
Manual do monarquista em 1913, de Couto de Magalhães.

Brasão de Armas de Afonso Celso de Assis Figueiredo, Visconde de Ouro Preto, fundador do Diretório Monárquico Brasileiro.

O Diretório Monárquico do Brasil foi uma instituição monarquista criada no Rio de Janeiro em 1890, um ano após a Proclamação da República. Seu fundador foi Afonso Celso de Assis Figueiredo, Visconde de Ouro Preto, último Presidente do Conselho de Ministros do Império do Brasil (primeiro-ministro).
Fundado no primeiro ano da República, o diretório tinha caráter inicialmente ilegal. Seu principal objetivo era organizar os monarquistas do país e se reportar diretamente com a Família Imperial– ao Imperador e, depois, à Princesa Isabel.
Foi responsável pelas ações monarquistas presentes em diferentes acontecimentos da história brasileira, como na renúncia de Deodoro da Fonseca e na Revolta da Armada. Foi na instituição também que o príncipe Pedro de Alcântara de Orléans e Bragança, filho da Princesa Isabel, assinou o documento de sua renúncia, expedido pelo diretório.

## Manifesto de fundação
Em 1890, é expedido pelo Visconde de Ouro Preto o manifesto que cria o diretório:
"A república brasileira, como foi proclamada, é um golpe, uma obra de iniquidade. A república se levantou sobre os broquéis da soldadesca amotinada, vem de uma origem criminosa, realizou-se por meio de um atentado sem precedentes na história e terá uma existência efêmera!"